# Palicourea acanthacea
Palicourea acanthacea är en måreväxtart som beskrevs av Charlotte M. Taylor. Palicourea acanthacea ingår i släktet Palicourea och familjen måreväxter. Inga underarter finns listade i Catalogue of Life.